# Cine de Kazajistán
El cine de Kazajistán comprende el arte del cine y películas creativas realizadas dentro de la nación de Kazajistán o por cineastas kazajos en el extranjero.
Kazajistán tiene una fuerte tradición cinematográfica. El primer cine kazajo se remonta a principios del siglo XX y la primera filmación tuvo lugar en 1928. Se trataba principalmente de cortos cinematográficos de propaganda soviética, conocidos como "agitfilms", creado por directores rusos. El primer largometraje kazajo, Amangel'dy por Moisey Levin, se hizo en 1938 y fue también la primera película con sonido. Tiene una narrativa patrón típico del cine de Asia central, que pone en importancia central fuerte y personajes heroicos. Otras primeras películas incluyen The Land of the Fathers por Zemlya Ostov, The Balcony de Kalykbek Salykov y The Island of Rebirth por Rustem Abdrashev.
En 2009 había en territorio kazajo 171 pantallas de cine, se produjeron doce películas y la industria cinematográfica generó, ese mismo año, más de 4 000 tenges.

## Películas notables
- The Road (1992) por Omirbaev Darejan. Un director de cine tiene un viaje para visitar a su madre enferma, dejando a su esposa y su hijo en Almaty. El público está expuesto a sus ideas y encuentros en el camino.

- Highway (2001)de Sergei Dvortsevoy.Kazajistán a través de los ojos de un pequeño circo ambulante.

- My Brother Silk Road (2001) por Marut Sarulu. Filmado en Kazajistán / Kirguistán, cuatro niños de la aldea se embarcan en un difícil viaje a través de las estepas de la vía férrea, que se encuentra en el camino de la antigua Ruta de la Seda. Un tren serpentea por la montaña y, tras una discusión, un artista es arrojado sin contemplaciones frente a un carro y se reúne a los niños.

- Leila's Prayer (2002) por Satybaldy Narymbetov. Un poderoso drama retratando a una niña que vive en la región de Semey en el norte de Kazajistán, donde el régimen soviético llevó a cabo 467 ensayos nucleares en un devastador costo para el medio ambiente local.

- Little Men (2003) de Nariman Turebayev. Sutil comedia sobre la generación postsoviética en Kazajistán, lleno de ritmo hasta la música y el humor y payasadas. Bek y Max, dos de descanso, comparten un apartamento y las perspectivas económicas sombrías. Cuando uno de los dos, el ingenuo Bek, cae irremediablemente en el amor, Max decide enseñarle acerca de las mujeres.

- The Hunter (2004) Serik Aprimov. Es una alegoría sobre las tensiones entre lo tradicional y lo nuevo en la sociedad kazaja, sobre un niño que es criado por su madrastra y un cazador nómada.

- Nomad (2006) es una historia épica escrita por Rustam Ibragimbekov, producida por Miloš Forman, y dirigida por Ivan Passer Page, Sergéi Bodrov y Talgat Temenov. Fue estrenado el 16 de marzo de 2007 en los Estados Unidos y distribuida por The Weinstein Company. La película se ha rodado en dos versiones: en kazajo por Temenov para su distribución en Kazajistán y en Inglés por passer / Bodrov para su distribución en todo el mundo. El gobierno kazajo ha invertido 40.000.000 dólares en la producción de la película, por lo que es la película más costosa jamás realizada Kazajistán. Fue reconocida con el reconocimiento de Mejor Película en Lengua Extranjera para la 79 ª Premios de la Academia.

- Ulzhan (2007) de Volker Schloendorff. Impulsado por una fuerza inexplicable, el francés Charles decide dejar su patria y dirigirse hacia el este. Cuando su automóvil se descompone en Kazajistán, su necesidad de viajar sigue siendo tan intensa que decide proceder a pie. Pobre pero feliz, que recorre las estepas de Asia Central.

- Tulpan (2008) de Sergei Dvortsevoy. Después de haber realizado su servicio en la marina, Asa vuelve a las estepas kazajas a vivir con su hermana y su cuñado, un ganadero de ovejas. Como los sueños de esta vida simple: una familia, una yurta, una cría. Tulpan es la única posible esposa, en este extremo del desierto. Por desgracia, ellos están por separarse y desde allí comienzan los problemas.

City Hall (2009) por Ort Zavorotko. El hijo de una madre soltera decide después de aprobar sus exámenes y llegar a un alto puesto en administración demostrar su ambición al soñar con convertirse en el próximo presidente de la República de Kazajistán.